# إيزوتسو
توشيهيكو إيزوتسو (ولد عام 1914م ب«طوكيو» / وتوفي عام 1993م) هو مستعرب، من أهل اليابان.وكان يجيد أكثر من 30 لغة، بينها العربية والفارسية والسنسكريتية، البالية، الصينية، اليابانية، الروسية واليونانية.

## آثاره
ترجم معاني القرآن إلى اللغة اليابانية، وترجمته هي الأولى فيها.
ترجمته لا تزال تشتهر بدقتها اللغوية وتستخدم على نطاق واسع للأعمال العلمية. وكان موهوب للغاية في تعلم اللغات الأجنبية، وانتهي من قراءة القرآن بعد شهر من بدايته لتعلم اللغة العربية. بين 1969-1975، أصبح أستاذ الفلسفة الإسلامية في جامعة مكغيل في مونتريال. وكان أستاذ الفلسفة في المعهد الإيراني للفلسفة، سابقا الامبراطورية الأكاديمية الإيرانية للفلسفة، في طهران، إيران. عاد إلى اليابان من إيران بعد الثورة في عام 1979، وكتب، على ما يبدو أكثر بدأب، العديد من الكتب والمقالات باللغة اليابانية على الفكر الشرقية وأهميته.[بحاجة لمصدر]
من الدراسات العربية التي ترجمت له ودرست كتابه: الله والإنسان في القرآن:
- إشكالية المصطلح القرآني عند توشيهيكو ايزوتسو في كتابه: الله والإنسان في القرآن، مذكرة مكملة لنيل شهادة الماستر، شعيب حبيلة، جامعة الأمير عبد القادر للعلوم الإسلامية، الجزائر، 2017.

وله عدد من الكتب باللغة الإنكليزية، ترجم منها إلى العربية:
- «الله والإنسان في القرآن، علم دلالة الرؤية القرآنية للعالم» - ترجمه إلى العربية: عيسى علي العاكوب، ونشرته دار الملتقى بحلب عام 2007، ثم صدرت في السنة نفسها ترجمة أخرى أعدها: هلال محمد الجهاد، نشرتها المنظمة العربية للترجمة.
- «المفهومات الأخلاقية- الدينية في القرآن» - ترجمه إلى العربية: عيسى علي العاكوب، ونشرته دار الملتقى بحلب عام 2008.
- «مفهوم الإيمان في علم الكلام الإسلامي: تحليل دلالي للإيمان والإسلام» - ترجمه إلى العربية: عيسى علي العاكوب، ونشرته دار الملتقى بحلب عام 2010.[3]